# Gaius Curtius Iustus
Gaius Curtius Iustus (vollständige Namensform Gaius Curtius Gai filius Pollia Iustus) war ein im 2. Jahrhundert n. Chr. lebender römischer Politiker. Durch eine Inschrift, die in Ulpia Traiana Sarmizegetusa gefunden wurde, sind einzelne Stationen seiner Laufbahn bekannt, die er in der ersten Hälfte des 2. Jahrhunderts absolvierte.
Iustus war ursprünglich ein Angehöriger des römischen Ritterstandes (Eques), der durch Hadrian in den Senat aufgenommen wurde (adlecto inter tribunicios a divo Hadriano). Aus der Inschrift geht hervor, dass er bis zu seinem Konsulat folgende Ämter und Funktionen ausübte (in dieser Reihenfolge): IIIIvir viarum curandarum, Quaestor urbanus, praetor peregrinus, IIIIIIvir equitum Romanorum turmis ducendis, Praefectus frumenti dandi, curator für die Straßen Clodia, Annia, Cassia und Ciminia sowie Kommandeur (Legatus legionis) der Legio XX Valeria Victrix; er war vermutlich in der 1. Hälfte der 140er Jahre Legionskommandeur. Im Anschluss wurde er Statthalter in zwei Provinzen: zunächst als Proconsul in der Provinz Sicilia und danach als Legatus Augusti pro praetore in der Provinz Dacia.
Durch einen Papyrus in griechischer Sprache, der auf den 2. Oktober 150 und durch ein Militärdiplom, das auf den 19. November 150 datiert ist, ist belegt, dass Iustus 150 zusammen mit Gaius Iulius Iulianus Suffektkonsul war; die beiden übten dieses Amt daher mindestens von Oktober bis November aus.
Weitere Diplome, die z. T. auf den 23. April 157 datiert sind, belegen, dass Iustus 157 Statthalter der Provinz Moesia superior war. Durch eine Inschrift, die auf 158/159 datiert wird, ist nachgewiesen, dass er Soldaten der Legio VII Claudia ehrenvoll aus dem Dienst entlassen hat. Er war daher wohl von 157 bis 160 Statthalter in der Provinz.
Iustus war in der Tribus Pollia eingeschrieben; er stammte wahrscheinlich aus Oberitalien. Iustus ist noch durch eine weitere Inschrift als Konsul und Statthalter belegt. Gaius Curtius Gai filius Pollia Rufinus, der durch zwei Inschriften belegt ist, dürfte sein Sohn gewesen sein.